# Solidarité (parti politique ukrainien)
Pour les articles homonymes, voir Solidarité.
Solidarité (en ukrainien : Солідарність) est un groupe parlementaire et parti politique ukrainien, initialement dénommé Parti solidarité d’Ukraine (PSU). Fondé en 2000 par Petro Porochenko, le parti a une activité électorale limitée, étant surtout lié à un groupe parlementaire du même nom. Il disparaît en 2013.

## Historique
Issu d'une scission du Parti social-démocrate d'Ukraine (unifié), le Parti solidarité d’Ukraine (PSU) est fondé par Petro Porochenko le 5 mai 2000. Auparavant, Petro Porochenko avait formé la faction parlementaire « Solidarité » à la Rada. Classé au centre gauche, il rassemble plusieurs députés élus en 1998 sous l’étiquette du Parti paysan d’Ukraine et du parti Hromada.
En 2001, Petro Porochenko, qui a engagé l'année précédente un processus de fusion du PSU avec le Parti du renouveau régional d'Ukraine — renommé pour l'occasion en Parti du renouveau régional « Solidarité du travail d'Ukraine » —, refonde le parti sous le nom de Solidarité (Солідарність). Petro Porochenko est à la tête du parti de 2001 à 2005.
En vue des élections législatives de 2002, Solidarité rejoint la coalition pro-occidentale Notre Ukraine et obtient quatre sièges de députés. En 2004, 23 députés du Bloc Notre Ukraine sont affiliés au parti. Mais Solidarité ne participe plus à aucune élection après 2002 et Petro Porochenko est par la suite réélu sous l'étiquette Notre Ukraine puis sans étiquette.
En raison de son absence d’activité électorale pendant dix ans, Solidarité n’est plus enregistré comme parti politique en 2013, ce qui conduit Petro Porochenko à prendre la tête de l'Alliance nationale de la liberté et du patriotisme ukrainien « Offensive », qu'il renomme Union panukrainienne « Solidarité » courant 2014,,. Alors que Solidarité n'existe plus légalement à compter du 30 décembre 2013, ce parti est couramment appelé par ce diminutif,.

## Dirigeants
- 2001 : Mykhailo Antoniouk
- 2001-2005 : Petro Porochenko
- 2013 : Iouri Stets

## Résultats électoraux

### Élections législatives
| Année | Coalition                                  | Voix      | Voix  | Sièges  |
| Année | Coalition                                  | Voix      | %     | Sièges  |
| ----- | ------------------------------------------ | --------- | ----- | ------- |
| 2002  | Bloc Viktor Iouchtchenko « Notre Ukraine » | 6 108 088 | 23,57 | 4 / 450 |